# Anisoneura zeuzeroides
Anisoneura zeuzeroides là một loài bướm đêm trong họ Noctuidae.